# Argentína a 2012. évi nyári olimpiai játékokon
Argentína a nagy-britanniai Londonban megrendezett 2012. évi nyári olimpiai játékok egyik részt vevő nemzete volt. Az országot az olimpián 23 sportágban 137 sportoló képviselte, akik összesen 4 érmet szereztek.

## Érmesek
| Érem  | Versenyző | Sportág    | Versenyszám          |
| ----- | --- | ---------- | -------------------- |
| Arany | Sebastián Crismanich | Taekwondo  | Férfi váltósúlyú     |
| Ezüst | Luciana Aymar Noel Barrionuevo Martina Cavallero Silvina D’Elia Florencia Habif Rosario Luchetti Sofia Maccari Delfina Merino María Florencia Mutio Carla Rebecchi Macarena Rodríguez Rocio Sánchez Moccia Mariela Scarone Daniela Sruoga Josefina Sruoga | Gyeplabda  | Női                  |
| Bronz | Juan Martín del Potro | Tenisz     | Férfi egyes          |
| Bronz | Lucas Calabrese Juan de la Fuente | Vitorlázás | Férfi 470-es osztály |

## Asztalitenisz
Férfi
| Versenyző | Versenyszám | Selejtező         | 64-es főtábla                              | 48-as főtábla                                                | 32-es főtábla     | Nyolcaddöntő      | Negyeddöntő       | Elődöntő          | Döntő             | Helyezés |
| Versenyző | Versenyszám | Ellenfél Eredmény | Ellenfél Eredmény                          | Ellenfél Eredmény                                            | Ellenfél Eredmény | Ellenfél Eredmény | Ellenfél Eredmény | Ellenfél Eredmény | Ellenfél Eredmény | Helyezés |
| --------- | ----------- | ----------------- | ------------------------------------------ | ------------------------------------------------------------ | ----------------- | ----------------- | ----------------- | ----------------- | ----------------- | -------- |
| Liu Song  | Egyes       | erőnyerő          | Suraju Saka (CGO) · 11–3, 11–5, 11–9, 11–6 | Bojan Tokič (SLO) · 0–11, 11–7, 7–11, 6–11, 11–3, 11–9, 8–11 | kiesett           | kiesett           | kiesett           | kiesett           | kiesett           | 33.      |

## Atlétika
Férfi
| Versenyző            | Versenyszám     | Előfutam | Előfutam | Előfutam | Döntő   | Döntő    |
| Versenyző            | Versenyszám     | Idő      | Hely.    | Össz.    | Idő     | Helyezés |
| -------------------- | --------------- | -------- | -------- | -------- | ------- | -------- |
| Javier Carriqueo     | 5000 m          | 13:57,07 | 19.      | 37.      | kiesett | kiesett  |
| Miguel Ángel Bárzola | Maraton         |          |          |          | 2:17:54 | 35.      |
| Juan Manuel Cano     | 20 km gyaloglás |          |          |          | 1:22:10 | 22.      |

| Versenyző          | Versenyszám   | Selejtező | Selejtező | Döntő    | Döntő    |
| Versenyző          | Versenyszám   | Eredmény  | Helyezés  | Eredmény | Helyezés |
| ------------------ | ------------- | --------- | --------- | -------- | -------- |
| Germán Lauro       | Súlylökés     | 20,75 m   | 5.        | 20,84 m  | 6.       |
| Germán Lauro       | Diszkoszvetés | 57,54 m   | 37.       | kiesett  | kiesett  |
| Juan Ignacio Cerra | Kalapácsvetés | 68,20 m   | 36.       | kiesett  | kiesett  |
| Braian Toledo      | Gerelyhajítás | 76,87 m   | 30.       | kiesett  | kiesett  |

Női
| Versenyző     | Versenyszám | Eredmény | Helyezés |
| ------------- | ----------- | -------- | -------- |
| María Peralta | Maraton     | 2:40:50  | 82.      |

| Versenyző         | Versenyszám   | Selejtező             | Selejtező             | Döntő    | Döntő    |
| Versenyző         | Versenyszám   | Eredmény              | Helyezés              | Eredmény | Helyezés |
| ----------------- | ------------- | --------------------- | --------------------- | -------- | -------- |
| Bárbara Comba     | Diszkoszvetés | 58,98 m               | 26.                   | kiesett  | kiesett  |
| Jennifer Dahlgren | Kalapácsvetés | érvényes dobás nélkül | érvényes dobás nélkül | kiesett  | kiesett  |

## Birkózás

### Női
Szabadfogású
| Versenyző         | Versenyszám | Selejtező                        | Nyolcaddöntő      | Negyeddöntő       | Elődöntő          | Vigaszág első kör | Vigaszág elődöntő | Bronz- mérkőzés   | Döntő             | Helyezés |
| Versenyző         | Versenyszám | Ellenfél Eredmény                | Ellenfél Eredmény | Ellenfél Eredmény | Ellenfél Eredmény | Ellenfél Eredmény | Ellenfél Eredmény | Ellenfél Eredmény | Ellenfél Eredmény | Helyezés |
| ----------------- | ----------- | -------------------------------- | ----------------- | ----------------- | ----------------- | ----------------- | ----------------- | ----------------- | ----------------- | -------- |
| Patricia Bermúdez | 48 kg       | Iwona Matkowska (POL) · 0–1, 0–3 | kiesett           | kiesett           | kiesett           |                   |                   |                   |                   | 17.      |

## Cselgáncs
Férfi
| Versenyző        | Versenyszám  | Selejtező                               | 32-es főtábla                       | Nyolcaddöntő                      | Negyeddöntő       | Elődöntő          | Vigaszág elődöntő                            | Bronz- mérkőzés   | Döntő             | Helyezés |
| Versenyző        | Versenyszám  | Ellenfél Eredmény                       | Ellenfél Eredmény                   | Ellenfél Eredmény                 | Ellenfél Eredmény | Ellenfél Eredmény | Ellenfél Eredmény                            | Ellenfél Eredmény | Ellenfél Eredmény | Helyezés |
| ---------------- | ------------ | --------------------------------------- | ----------------------------------- | --------------------------------- | ----------------- | ----------------- | -------------------------------------------- | ----------------- | ----------------- | -------- |
| Emmanuel Lucenti | Váltósúly    | Fetra Ratsimiziva (MAD) · 100(0)–000(1) | Alain Schmitt (FRA) · 100(0)–000(0) | Kim Dzsebom (KOR) · 000(3)–010(0) |                   |                   | Antoine Valois-Fortier (CAN) · 000(1)–010(1) | kiesett           |                   | 7.       |
| Héctor Campos    | Középsúly    | Asley González (CUB) · 000(0)–100(0)    | kiesett                             | kiesett                           | kiesett           | kiesett           |                                              |                   |                   | 17.      |
| Cristian Schmidt | Félnehézsúly | Javhen Bjadulin (BLR) · 000(0)–100(1)   | kiesett                             | kiesett                           | kiesett           | kiesett           |                                              |                   |                   | 17.      |

Női
| Versenyző    | Versenyszám | Selejtező         | Nyolcaddöntő                        | Negyeddöntő                         | Elődöntő          | Vigaszág elődöntő                         | Bronz- mérkőzés                          | Döntő             | Helyezés |
| Versenyző    | Versenyszám | Ellenfél Eredmény | Ellenfél Eredmény                   | Ellenfél Eredmény                   | Ellenfél Eredmény | Ellenfél Eredmény                         | Ellenfél Eredmény                        | Ellenfél Eredmény | Helyezés |
| ------------ | ----------- | ----------------- | ----------------------------------- | ----------------------------------- | ----------------- | ----------------------------------------- | ---------------------------------------- | ----------------- | -------- |
| Paula Pareto | Légsúly     | erőnyerő          | Elena Moretti (ITA) · 001(0)–000(0) | Fukumi Tomoko (JPN) · 000(2)–001(0) |                   | Mönhbatin Uranceceg (MGL) · 001(1)–000(2) | Charline Van Snick (BEL) · 000(2)–001(1) |                   | 5.       |

## Evezés
Férfi
| Versenyző                   | Versenyszám              | Előfutam | Előfutam | Vigaszág | Vigaszág | Negyeddöntő | Negyeddöntő | Elődöntő | Elődöntő | Elődöntő | Döntő | Döntő   | Döntő | Helyezés |
| Versenyző                   | Versenyszám              | Idő      | Hely.    | Idő      | Hely.    | Idő         | Hely.       | Típus    | Idő      | Hely.    | Típus | Idő     | Hely. | Helyezés |
| --------------------------- | ------------------------ | -------- | -------- | -------- | -------- | ----------- | ----------- | -------- | -------- | -------- | ----- | ------- | ----- | -------- |
| Santiago Fernández          | Egypárevezős             | 6:46,03  | 2.       |          |          | 7:01,57     | 2.          | A/B      | 7:29,68  | 4.       | B     | 7:20,40 | 4.    | 10.      |
| Ariel Suárez Cristian Rosso | Kétpárevezős             | 6:13,68  | 3.       |          |          |             |             | A/B      | 6:19,40  | 1.       | A     | 6:36,36 | 4.    | 4.       |
| Mario Cejas Miguel Mayol    | Könnyűsúlyú kétpárevezős | 7:01,76  | 5.       | 6:48,21  | 5.       |             |             | C/D      | 7:11,46  | 2.       | C     | 6:53,71 | 5.    | 17.      |

Női
| Versenyző                        | Versenyszám              | Előfutam | Előfutam | Vigaszág | Vigaszág | Negyeddöntő | Negyeddöntő | Elődöntő | Elődöntő | Elődöntő | Döntő | Döntő   | Döntő | Helyezés |
| Versenyző                        | Versenyszám              | Idő      | Hely.    | Idő      | Hely.    | Idő         | Hely.       | Típus    | Idő      | Hely.    | Típus | Idő     | Hely. | Helyezés |
| -------------------------------- | ------------------------ | -------- | -------- | -------- | -------- | ----------- | ----------- | -------- | -------- | -------- | ----- | ------- | ----- | -------- |
| Lucía Palermo                    | Egypárevezős             | 8:07,89  | 5.       | 7:52,49  | 2.       | 8:06,47     | 5.          | C/D      | 8:09,85  | 4.       | D     | 8:40,38 | 3.    | 21.      |
| María Laura Abalo Gabriela Best  | Kormányos nélküli kettes | 7:12,17  | 5.       | 7:20,94  | 6.       |             |             |          |          |          | B     | 8:03,53 | 3.    | 9.       |
| María Clara Rohner Milka Kraljev | Könnyűsúlyú kétpárevezős | 7:33,37  | 5.       | 7:40,72  | 5.       |             |             |          |          |          | C     | 7:44,62 | 3.    | 15.      |

## Gyeplabda

### Férfi
| Argentin férfi gyeplabdacsapat-játékoskeret | Argentin férfi gyeplabdacsapat-játékoskeret                                                                                  |
| --- | --- |
| - Ignacio Bergner - Manuel Brunet - Facundo Callioni - Lucas Camareri - Pedro Ibarra - Juan Martín López - Agustín Mazzilli - Santiago Montelli | - Matías Paredes - Gonzalo Peillat - Lucas Rey - Lucas Rossi - Lucas Vila - Matías Vila - Rodrigo Vila - Juan Manuel Vivaldi |

#### Eredmények
Csoportkör
A csoport
| Csapat                        | M | Gy | D | V | G+ | G– | Gk  | P  |
| ----------------------------- | - | -- | - | - | -- | -- | --- | -- |
| Ausztrália (AUS)              | 5 | 3  | 2 | 0 | 23 | 5  | +18 | 11 |
| Nagy-Britannia (GBR)          | 5 | 2  | 3 | 0 | 14 | 8  | +6  | 9  |
| Spanyolország (ESP)           | 5 | 2  | 2 | 1 | 8  | 10 | −2  | 8  |
| Pakisztán (PAK)               | 5 | 2  | 1 | 2 | 9  | 16 | −7  | 7  |
| Argentína (ARG)               | 5 | 1  | 1 | 3 | 10 | 14 | −4  | 4  |
| Dél-afrikai Köztársaság (RSA) | 5 | 0  | 1 | 4 | 11 | 22 | −11 | 1  |

| 2012. július 30. 19:00 (20:00) | Nagy-Britannia (GBR)                     | 4–1               | Argentína (ARG) | Riverbank Arena, London Játékvezetők: Raghu Prasad (IND) Christian Blasch (GER) |
| 2012. július 30. 19:00 (20:00) | Middleton 22', 42' · Fox 49' · Smith 53' | (1–0) Jegyzőkönyv | Ibarra 55'      | Riverbank Arena, London Játékvezetők: Raghu Prasad (IND) Christian Blasch (GER) |

| 2012. augusztus 1. 19:00 (20:00) | Pakisztán (PAK)       | 2–0               | Argentína (ARG) | Riverbank Arena, London Játékvezetők: John Wright (RSA) Marcin Grochal (POL) |
| 2012. augusztus 1. 19:00 (20:00) | Imran 30' · Abbas 44' | (1–0) Jegyzőkönyv |                 | Riverbank Arena, London Játékvezetők: John Wright (RSA) Marcin Grochal (POL) |

| 2012. augusztus 3. 08:30 (09:30) | Ausztrália (AUS)          | 2–2               | Argentína (ARG)           | Riverbank Arena, London Játékvezetők: Raghu Prasad (IND) John Wright (RSA) |
| 2012. augusztus 3. 08:30 (09:30) | Butturini 12' · Dwyer 35' | (2–0) Jegyzőkönyv | M. Vila 47' · Peillat 68' | Riverbank Arena, London Játékvezetők: Raghu Prasad (IND) John Wright (RSA) |

| 2012. augusztus 5. 21:15 (20:15) | Argentína (ARG) | 1–3               | Spanyolország (ESP)                 | Riverbank Arena, London Játékvezetők: Hamish Jamson (GBR) Tim Pullman (AUS) |
| 2012. augusztus 5. 21:15 (20:15) | L. Vila 55'     | (0–0) Jegyzőkönyv | Quemada 66' · Delás 67' · Tubau 70' | Riverbank Arena, London Játékvezetők: Hamish Jamson (GBR) Tim Pullman (AUS) |

| 2012. augusztus 7. 13:45 (14:45) | Argentína (ARG)                                       | 6–3               | Dél-afrikai Köztársaság (RSA)                 | Riverbank Arena, London Játékvezetők: Raghu Prasad (IND) Nathan Stagno (GIB) |
| 2012. augusztus 7. 13:45 (14:45) | Peillat 25', 39', 65' · Rossi 33' · Callioni 45', 50' | (2–2) Jegyzőkönyv | Reid-Ross 7' · Norris-Jones 8' · Robinson 64' | Riverbank Arena, London Játékvezetők: Raghu Prasad (IND) Nathan Stagno (GIB) |

A 9. helyért
| 2012. augusztus 9. 8:30 (9:30) | Argentína (ARG) | 1–3               | Új-Zéland (NZL)                         | Riverbank Arena, London Játékvezetők: Marcin Grochal (POL) Tim Pullman (AUS) |
| 2012. augusztus 9. 8:30 (9:30) | Ibarra 59'      | (0–3) Jegyzőkönyv | Jenness 4' · Petherick 21' · Wilson 29' | Riverbank Arena, London Játékvezetők: Marcin Grochal (POL) Tim Pullman (AUS) |

| Csapat          | Helyezés |
| --------------- | -------- |
| Argentína (ARG) | 10.      |

### Női
| Argentin női gyeplabdacsapat-játékoskeret | Argentin női gyeplabdacsapat-játékoskeret                                                                                                 |
| --- | --- |
| - Luciana Aymar - Noel Barrionuevo - Martina Cavallero - Silvina D’Elia - Florencia Habif - Rosario Luchetti - Sofia Maccari - Delfina Merino | - María Florencia Mutio - Carla Rebecchi - Macarena Rodríguez - Rocío Sánchez Moccia - Mariela Scarone - Daniela Sruoga - Josefina Sruoga |

#### Eredmények
Csoportkör
B csoport
| Csapat                        | M | Gy | D | V | G+ | G– | Gk | P  |
| ----------------------------- | - | -- | - | - | -- | -- | -- | -- |
| Argentína (ARG)               | 5 | 3  | 1 | 1 | 12 | 4  | +8 | 10 |
| Új-Zéland (NZL)               | 5 | 3  | 1 | 1 | 9  | 5  | +4 | 10 |
| Ausztrália (AUS)              | 5 | 3  | 1 | 1 | 5  | 2  | +3 | 10 |
| Németország (GER)             | 5 | 2  | 1 | 2 | 6  | 7  | −1 | 7  |
| Dél-afrikai Köztársaság (RSA) | 5 | 1  | 0 | 4 | 9  | 14 | −5 | 3  |
| Egyesült Államok (USA)        | 5 | 1  | 0 | 4 | 3  | 12 | −9 | 3  |

| 2012. július 29. 16:00 (17:00) | Argentína (ARG)                                                                             | 7–1               | Dél-afrikai Köztársaság (RSA) | Riverbank Arena, London Játékvezetők: Miao Lin (CHN) Lisa Roach (AUS) |
| 2012. július 29. 16:00 (17:00) | Aymar 8', 29' · J. Sruoga 20' · Cavallero 25' · Rebecchi 31' · Barrionuevo 62' · D'Elia 68' | (5–1) Jegyzőkönyv | Chamberlain 23'               | Riverbank Arena, London Játékvezetők: Miao Lin (CHN) Lisa Roach (AUS) |

| 2012. július 31. 19:00 (20:00) | Argentína (ARG) | 0–1               | Egyesült Államok (USA) | Riverbank Arena, London Játékvezetők: Claire Adenot (FRA) Julie Ashton-Lucy (AUS) |
| 2012. július 31. 19:00 (20:00) |                 | (0–1) Jegyzőkönyv | Taylor 28'             | Riverbank Arena, London Játékvezetők: Claire Adenot (FRA) Julie Ashton-Lucy (AUS) |

| 2012. augusztus 2. 21:15 (22:15) | Új-Zéland (NZL) | 1–2               | Argentína (ARG)  | Riverbank Arena, London Játékvezetők: Lisa Roach (AUS) Carol Metchette (IRL) |
| 2012. augusztus 2. 21:15 (22:15) | C. Harrison 62' | (0–1) Jegyzőkönyv | Rebecchi 3', 45' | Riverbank Arena, London Játékvezetők: Lisa Roach (AUS) Carol Metchette (IRL) |

| 2012. augusztus 4. 21:15 (22:15) | Németország (GER) | 1–3               | Argentína (ARG)                              | Riverbank Arena, London Játékvezetők: Julie Ashton-Lucy (AUS) Szoma Csieko (JPN) |
| 2012. augusztus 4. 21:15 (22:15) | Hasselmann 67'    | (0–2) Jegyzőkönyv | Maccari 13' · Aymar 28' · Sánchez Moccia 67' | Riverbank Arena, London Játékvezetők: Julie Ashton-Lucy (AUS) Szoma Csieko (JPN) |

| 2012. augusztus 6. 21:15 (22:15) | Argentína (ARG) | 0–0 | Ausztrália (AUS) | Riverbank Arena, London Játékvezetők: Kang Hyun Young (KOR) Michelle Joubert (RSA) |
| 2012. augusztus 6. 21:15 (22:15) | Jegyzőkönyv     |     |                  | Riverbank Arena, London Játékvezetők: Kang Hyun Young (KOR) Michelle Joubert (RSA) |

Elődöntő
| 2012. augusztus 8. 20:00 (21:00) | Argentína (ARG)               | 2–1               | Nagy-Britannia (GBR) | Riverbank Arena, London Játékvezetők: Lisa Roach (AUS) Carol Metchette (IRL) |
| 2012. augusztus 8. 20:00 (21:00) | Barrionuevo 6' · Rebecchi 31' | (2–0) Jegyzőkönyv | Danson 65'           | Riverbank Arena, London Játékvezetők: Lisa Roach (AUS) Carol Metchette (IRL) |

Döntő
| 2012. augusztus 10. 20:00 (21:00) | Hollandia (NED)                        | 2–0               | Argentína (ARG) | Riverbank Arena, London Játékvezetők: Julie Ashton-Lucy (AUS) Lisa Roach (AUS) |
| 2012. augusztus 10. 20:00 (21:00) | Dirkse van den Heuvel 45' · Paumen 54' | (0–0) Jegyzőkönyv |                 | Riverbank Arena, London Játékvezetők: Julie Ashton-Lucy (AUS) Lisa Roach (AUS) |

| Csapat          | Helyezés |
| --------------- | -------- |
| Argentína (ARG) |          |

## Kajak-kenu

### Síkvízi
Férfi
| Versenyző                  | Versenyszám        | Előfutam | Előfutam | Előfutam | Elődöntő | Elődöntő | Elődöntő | Döntő | Döntő  | Döntő    | Helyezés |
| Versenyző                  | Versenyszám        | Idő      | Hely.    | Össz.    | Idő      | Hely.    | Össz.    | Típus | Idő    | Helyezés | Helyezés |
| -------------------------- | ------------------ | -------- | -------- | -------- | -------- | -------- | -------- | ----- | ------ | -------- | -------- |
| Miguel Correa Rubén Rézola | Kajak kettes 200 m | 33,623   | 3.       | 7.       | 33,105   | 3.       | 6.       | A     | 35,271 | 5.       | 5.       |

### Szlalom
| Versenyző       | Versenyszám      | Selejtező | Selejtező | Selejtező | Selejtező | Selejtező     | Selejtező     | Elődöntő | Elődöntő | Döntő   | Döntő    |
| Versenyző       | Versenyszám      | 1. futam  | 1. futam  | 2. futam  | 2. futam  | Jobb eredmény | Jobb eredmény | Elődöntő | Elődöntő | Döntő   | Döntő    |
| Versenyző       | Versenyszám      | Pont      | Hely.     | Pont      | Hely.     | Pont          | Hely.         | Pont     | Hely.    | Pont    | Helyezés |
| --------------- | ---------------- | --------- | --------- | --------- | --------- | ------------- | ------------- | -------- | -------- | ------- | -------- |
| Sebastián Rossi | Férfi kenu egyes | 109,41    | 14.       | 107,52    | 14.       | 107,52        | 16.           | kiesett  | kiesett  | kiesett | kiesett  |

## Kerékpározás

### BMX
| Versenyző       | Versenyszám | Selejtező | Selejtező | Negyeddöntő | Negyeddöntő | Elődöntő | Elődöntő | Döntő   | Döntő    | Helyezés |
| Versenyző       | Versenyszám | Idő       | Helyezés  | Pont        | Helyezés    | Pont     | Helyezés | Idő     | Helyezés | Helyezés |
| --------------- | ----------- | --------- | --------- | ----------- | ----------- | -------- | -------- | ------- | -------- | -------- |
| Ernesto Pizarro | Férfi       | 39,765    | 26.       | 26          | 6.          | kiesett  | kiesett  | kiesett | kiesett  | 24.      |

### Hegyi-kerékpározás
| Versenyző    | Versenyszám        | Idő             | Helyezés |
| ------------ | ------------------ | --------------- | -------- |
| Catriel Soto | Férfi terepverseny | 1:35:13 (+6:06) | 26.      |

### Országúti kerékpározás
Férfi
| Versenyző           | Versenyszám   | Idő              | Helyezés |
| ------------------- | ------------- | ---------------- | -------- |
| Maximiliano Richeze | Mezőnyverseny | 6:04:27 (+18:30) | 111.     |

### Pálya-kerékpározás
Omnium
| Versenyző    | Versenyszám | 200 méter | 200 méter | 30 km-es pontverseny | 30 km-es pontverseny | Kieséses verseny | 4 km-es egyéni üldözőverseny | 4 km-es egyéni üldözőverseny | 15 km-es scratch | 15 km-es scratch | 1000 m-es időfutam | 1000 m-es időfutam | Összesítés | Összesítés |
| Versenyző    | Versenyszám | Idő       | Hely.     | Pont                 | Hely.                | Hely.            | Eredmény                     | Hely.                        | Lekörözés        | Hely.            | Idő                | Hely.              | Pont       | Helyezés   |
| ------------ | ----------- | --------- | --------- | -------------------- | -------------------- | ---------------- | ---------------------------- | ---------------------------- | ---------------- | ---------------- | ------------------ | ------------------ | ---------- | ---------- |
| Walter Pérez | Férfi       | 14,036    | 17.       | 26                   | 7.                   | 4.               | 4:33,532                     | 15.                          | 1                | 12.              | 1:07,523           | 17.                | 72         | 14.        |

## Kézilabda

### Férfi
| Argentin férfi kézilabdacsapat-játékoskeret | Argentin férfi kézilabdacsapat-játékoskeret                                                                                              |
| --- | --- |
| - Mariano Cánepa - Gonzalo Carou - Federico Gastón Fernández - Fernando Gabriel García - Andrés Kogovsek - Damián Migueles - Federico Pizarro - Pablo Portela | - Leonardo Querin - Guido Riccobelli - Federico Vieyra - Matías Schulz - Diego Esteban Simonet - Sebastián Simonet - Juan Manuel Vázquez |

#### Eredmények
Csoportkör
A csoport
| Csapat               | M | Gy | D | V | G+  | G–  | Gk  | P  |
| -------------------- | - | -- | - | - | --- | --- | --- | -- |
| Izland (ISL)         | 5 | 5  | 0 | 0 | 167 | 132 | +35 | 10 |
| Franciaország (FRA)  | 5 | 4  | 0 | 1 | 159 | 110 | +49 | 8  |
| Svédország (SWE)     | 5 | 3  | 0 | 2 | 156 | 115 | +41 | 6  |
| Tunézia (TUN)        | 5 | 2  | 0 | 3 | 121 | 125 | −4  | 4  |
| Argentína (ARG)      | 5 | 1  | 0 | 4 | 113 | 138 | −25 | 2  |
| Nagy-Britannia (GBR) | 5 | 0  | 0 | 5 | 96  | 182 | −86 | 0  |

| 2012. július 29. 09:30 (10:30) | Izland (ISL) | 31–25       | Argentína (ARG) | Copper Box, London Nézőszám: 3701 Játékvezetők: Geipel, Helbig (GER) |
| 2012. július 29. 09:30 (10:30) | Sigurðsson 9 | (15–14)     | D. Simonet 5    | Copper Box, London Nézőszám: 3701 Játékvezetők: Geipel, Helbig (GER) |
| 2012. július 29. 09:30 (10:30) | 6× 3×        | Jegyzőkönyv | 1× 3×           | Copper Box, London Nézőszám: 3701 Játékvezetők: Geipel, Helbig (GER) |

| 2012. július 31. 21:15 (22:15) | Argentína (ARG)         | 20–32       | Franciaország (FRA) | Copper Box, London Nézőszám: 3906 Játékvezetők: Olesen, Peders (DEN) |
| 2012. július 31. 21:15 (22:15) | Fernández, Riccobelli 4 | (9–17)      | Karabatić 7         | Copper Box, London Nézőszám: 3906 Játékvezetők: Olesen, Peders (DEN) |
| 2012. július 31. 21:15 (22:15) | 2× 3×                   | Jegyzőkönyv | 2× 3×               | Copper Box, London Nézőszám: 3906 Játékvezetők: Olesen, Peders (DEN) |

| 2012. augusztus 2. 16:15 (17:15) | Nagy-Britannia (GBR) | 21–32       | Argentína (ARG) | Copper Box, London Nézőszám: 4581 Játékvezetők: Coulibaly, Diabate (CIV) |
| 2012. augusztus 2. 16:15 (17:15) | Larsson 6            | (11–16)     | S. Simonet 6    | Copper Box, London Nézőszám: 4581 Játékvezetők: Coulibaly, Diabate (CIV) |
| 2012. augusztus 2. 16:15 (17:15) | 4× 4×                | Jegyzőkönyv | 3× 3×           | Copper Box, London Nézőszám: 4581 Játékvezetők: Coulibaly, Diabate (CIV) |

| 2012. augusztus 4. 14:30 (15:30) | Svédország (SWE) | 29–13       | Argentína (ARG) | Copper Box, London Nézőszám: 4592 Játékvezetők: López, Sabroso (ESP) |
| 2012. augusztus 4. 14:30 (15:30) | Ekberg 9         | (12–8)      | D. Simonet 3    | Copper Box, London Nézőszám: 4592 Játékvezetők: López, Sabroso (ESP) |
| 2012. augusztus 4. 14:30 (15:30) | 1× 4×            | Jegyzőkönyv | 2× 3×           | Copper Box, London Nézőszám: 4592 Játékvezetők: López, Sabroso (ESP) |

| 2012. augusztus 6. 11:15 (12:15) | Argentína (ARG) | 23–25       | Tunézia (TUN) | Copper Box, London Nézőszám: 4645 Játékvezetők: Olesen, Pedersen (DEN) |
| 2012. augusztus 6. 11:15 (12:15) | D. Simonet 6    | (12–12)     | Alouini 7     | Copper Box, London Nézőszám: 4645 Játékvezetők: Olesen, Pedersen (DEN) |
| 2012. augusztus 6. 11:15 (12:15) | 7× 2× 1×        | Jegyzőkönyv | 6× 3× 1×      | Copper Box, London Nézőszám: 4645 Játékvezetők: Olesen, Pedersen (DEN) |

| Csapat          | Helyezés |
| --------------- | -------- |
| Argentína (ARG) | 10.      |

## Kosárlabda

### Férfi
| Argentin férfi kosárlabdacsapat-játékoskeret                                                                   | Argentin férfi kosárlabdacsapat-játékoskeret                                                      |
| --- | ------------------------------------------------------------------------------------------------- |
| - Facundo Campazzo - Carlos Delfino - Manu Ginóbili - Juan Pedro Gutiérrez - Leonardo Gutiérrez - Hernán Jasen | - Federico Kammerichs - Martín Leiva - Marcos Mata - Andrés Nocioni - Pablo Prigioni - Luis Scola |

#### Eredmények
Csoportkör
A csoport
| Csapat                 | M | Gy | V | P+  | P–  | Pk   | PA    | P  |
| ---------------------- | - | -- | - | --- | --- | ---- | ----- | -- |
| Egyesült Államok (USA) | 5 | 5  | 0 | 589 | 398 | +191 | 1,480 | 10 |
| Franciaország (FRA)    | 5 | 4  | 1 | 376 | 378 | −2   | 0,995 | 9  |
| Argentína (ARG)        | 5 | 3  | 2 | 448 | 424 | +24  | 1,057 | 8  |
| Litvánia (LTU)         | 5 | 2  | 3 | 395 | 399 | −4   | 0,990 | 7  |
| Nigéria (NGR)          | 5 | 1  | 4 | 338 | 456 | −118 | 0,741 | 6  |
| Tunézia (TUN)          | 5 | 0  | 5 | 320 | 411 | −91  | 0,779 | 5  |

| 2012. július 29. 22:15 (23:15) | Argentína (ARG)                          | 102–79    | Litvánia (LTU) | Basketball Arena, London Játékvezetők: Carl Jungebrand (FIN), Jorge Carrion (PUR), Vaughan Mayberry (AUS) |
| 2012. július 29. 22:15 (23:15) | (24–23, 27–16, 27–22, 24–18) Jegyzőkönyv |           |                | Basketball Arena, London Játékvezetők: Carl Jungebrand (FIN), Jorge Carrion (PUR), Vaughan Mayberry (AUS) |
| 2012. július 29. 22:15 (23:15) | Scola 32                                 | Pont      | Kleiza 20      | Basketball Arena, London Játékvezetők: Carl Jungebrand (FIN), Jorge Carrion (PUR), Vaughan Mayberry (AUS) |
| 2012. július 29. 22:15 (23:15) | Ginóbili 10                              | Lepattanó | Kleiza 7       | Basketball Arena, London Játékvezetők: Carl Jungebrand (FIN), Jorge Carrion (PUR), Vaughan Mayberry (AUS) |
| 2012. július 29. 22:15 (23:15) | Ginóbili, Prigioni 6                     | Gólpassz  | Kalnietis 5    | Basketball Arena, London Játékvezetők: Carl Jungebrand (FIN), Jorge Carrion (PUR), Vaughan Mayberry (AUS) |

| 2012. július 31. 20:00 (21:00) | Franciaország (FRA)                      | 71–64     | Argentína (ARG) | Basketball Arena, London Játékvezetők: Juan Arteaga (ESP), Marcos Benito (BRA), Luigi Lamonica (ITA) |
| 2012. július 31. 20:00 (21:00) | (19–12, 13–17, 23–24, 16–11) Jegyzőkönyv |           |                 | Basketball Arena, London Játékvezetők: Juan Arteaga (ESP), Marcos Benito (BRA), Luigi Lamonica (ITA) |
| 2012. július 31. 20:00 (21:00) | Parker 17                                | Pont      | Ginóbili 26     | Basketball Arena, London Játékvezetők: Juan Arteaga (ESP), Marcos Benito (BRA), Luigi Lamonica (ITA) |
| 2012. július 31. 20:00 (21:00) | Batum 7                                  | Lepattanó | Scola 8         | Basketball Arena, London Játékvezetők: Juan Arteaga (ESP), Marcos Benito (BRA), Luigi Lamonica (ITA) |
| 2012. július 31. 20:00 (21:00) | Parker 5                                 | Gólpassz  | Prigioni 8      | Basketball Arena, London Játékvezetők: Juan Arteaga (ESP), Marcos Benito (BRA), Luigi Lamonica (ITA) |

| 2012. augusztus 2. 14:30 (15:30) | Argentína (ARG)                          | 92–69     | Tunézia (TUN) | Basketball Arena, London Játékvezetők: Guerrino Cerebuch (ITA), Michael Aylen (AUS), Borisz Rizsik (UKR) |
| 2012. augusztus 2. 14:30 (15:30) | (14–28, 26–12, 31–16, 21–13) Jegyzőkönyv |           |               | Basketball Arena, London Játékvezetők: Guerrino Cerebuch (ITA), Michael Aylen (AUS), Borisz Rizsik (UKR) |
| 2012. augusztus 2. 14:30 (15:30) | Ginóbili 24                              | Pont      | Mejri 19      | Basketball Arena, London Játékvezetők: Guerrino Cerebuch (ITA), Michael Aylen (AUS), Borisz Rizsik (UKR) |
| 2012. augusztus 2. 14:30 (15:30) | Scola 10                                 | Lepattanó | Mejri 14      | Basketball Arena, London Játékvezetők: Guerrino Cerebuch (ITA), Michael Aylen (AUS), Borisz Rizsik (UKR) |
| 2012. augusztus 2. 14:30 (15:30) | Campazzo 7                               | Gólpassz  | Laghnej 6     | Basketball Arena, London Játékvezetők: Guerrino Cerebuch (ITA), Michael Aylen (AUS), Borisz Rizsik (UKR) |

| 2012. augusztus 4. 22:15 (23:15) | Nigéria (NGR)                            | 79–93     | Argentína (ARG) | Basketball Arena, London Játékvezetők: Cristiano Maranho (BRA), Michael Aylen (AUS), Samir Abaakil (MAR) |
| 2012. augusztus 4. 22:15 (23:15) | (19–37, 18–20, 20–19, 22–17) Jegyzőkönyv |           |                 | Basketball Arena, London Játékvezetők: Cristiano Maranho (BRA), Michael Aylen (AUS), Samir Abaakil (MAR) |
| 2012. augusztus 4. 22:15 (23:15) | Diogu 16                                 | Pont      | Scola 22        | Basketball Arena, London Játékvezetők: Cristiano Maranho (BRA), Michael Aylen (AUS), Samir Abaakil (MAR) |
| 2012. augusztus 4. 22:15 (23:15) | Diogu 11                                 | Lepattanó | Nocioni 6       | Basketball Arena, London Játékvezetők: Cristiano Maranho (BRA), Michael Aylen (AUS), Samir Abaakil (MAR) |
| 2012. augusztus 4. 22:15 (23:15) | Aminu 5                                  | Gólpassz  | Ginóbili 8      | Basketball Arena, London Játékvezetők: Cristiano Maranho (BRA), Michael Aylen (AUS), Samir Abaakil (MAR) |

| 2012. augusztus 6. 22:15 (23:15) | Argentína (ARG)                          | 97–126    | Egyesült Államok (USA) | Basketball Arena, London Játékvezetők: Christos Christodoulou (GRE), Ilija Belošević (SRB), Stephen Seibel (CAN) |
| 2012. augusztus 6. 22:15 (23:15) | (32–34, 27–26, 17–42, 21–24) Jegyzőkönyv |           |                        | Basketball Arena, London Játékvezetők: Christos Christodoulou (GRE), Ilija Belošević (SRB), Stephen Seibel (CAN) |
| 2012. augusztus 6. 22:15 (23:15) | Ginóbili 16                              | Pont      | Durant 28              | Basketball Arena, London Játékvezetők: Christos Christodoulou (GRE), Ilija Belošević (SRB), Stephen Seibel (CAN) |
| 2012. augusztus 6. 22:15 (23:15) | Ginóbili 5                               | Lepattanó | Iguodala, Love 9       | Basketball Arena, London Játékvezetők: Christos Christodoulou (GRE), Ilija Belošević (SRB), Stephen Seibel (CAN) |
| 2012. augusztus 6. 22:15 (23:15) | Campazzo 7                               | Gólpassz  | Paul 7                 | Basketball Arena, London Játékvezetők: Christos Christodoulou (GRE), Ilija Belošević (SRB), Stephen Seibel (CAN) |

Negyeddöntő
| 2012. augusztus 8. 20:00 (21:00) | Brazília (BRA)                           | 77–82     | Argentína (ARG) | Basketball Arena, London Játékvezetők: Juan Arteaga (ESP), José Carrion (PUR), Recep Ankaralı (TUR) |
| 2012. augusztus 8. 20:00 (21:00) | (26–23, 14–23, 14–18, 23–18) Jegyzőkönyv |           |                 | Basketball Arena, London Játékvezetők: Juan Arteaga (ESP), José Carrion (PUR), Recep Ankaralı (TUR) |
| 2012. augusztus 8. 20:00 (21:00) | Barbosa, Huertas 22                      | Pont      | Scola 17        | Basketball Arena, London Játékvezetők: Juan Arteaga (ESP), José Carrion (PUR), Recep Ankaralı (TUR) |
| 2012. augusztus 8. 20:00 (21:00) | Hilário 12                               | Lepattanó | Ginóbili 8      | Basketball Arena, London Játékvezetők: Juan Arteaga (ESP), José Carrion (PUR), Recep Ankaralı (TUR) |
| 2012. augusztus 8. 20:00 (21:00) | Huertas 5                                | Gólpassz  | Prigioni 8      | Basketball Arena, London Játékvezetők: Juan Arteaga (ESP), José Carrion (PUR), Recep Ankaralı (TUR) |

Elődöntő
| 2012. augusztus 10. 22:00 (23:00) | Argentína (ARG)                          | 83–109    | Egyesült Államok (USA) | Basketball Arena, London Játékvezetők: Carl Jungebrand (FIN), Recep Ankaralı (TUR), Robert Lottermoser (GER) |
| 2012. augusztus 10. 22:00 (23:00) | (19–24, 21–23, 17–27, 26–35) Jegyzőkönyv |           |                        | Basketball Arena, London Játékvezetők: Carl Jungebrand (FIN), Recep Ankaralı (TUR), Robert Lottermoser (GER) |
| 2012. augusztus 10. 22:00 (23:00) | Ginóbili 18                              | Pont      | Durant 19              | Basketball Arena, London Játékvezetők: Carl Jungebrand (FIN), Recep Ankaralı (TUR), Robert Lottermoser (GER) |
| 2012. augusztus 10. 22:00 (23:00) | Delfino 5                                | Lepattanó | Love 9                 | Basketball Arena, London Játékvezetők: Carl Jungebrand (FIN), Recep Ankaralı (TUR), Robert Lottermoser (GER) |
| 2012. augusztus 10. 22:00 (23:00) | Prigioni 6                               | Gólpassz  | James, Paul 7          | Basketball Arena, London Játékvezetők: Carl Jungebrand (FIN), Recep Ankaralı (TUR), Robert Lottermoser (GER) |

Bronzmérkőzés
| 2012. augusztus 12. 11:00 (12:00) | Argentína (ARG)                          | 77–81     | Oroszország (RUS) | Basketball Arena, London Játékvezetők: Juan Arteaga (ESP), José Carrion (PUR), William Kennedy (USA) |
| 2012. augusztus 12. 11:00 (12:00) | (20–19, 18–21, 19–21, 20–20) Jegyzőkönyv |           |                   | Basketball Arena, London Játékvezetők: Juan Arteaga (ESP), José Carrion (PUR), William Kennedy (USA) |
| 2012. augusztus 12. 11:00 (12:00) | Ginóbili 21                              | Pont      | Sved 25           | Basketball Arena, London Játékvezetők: Juan Arteaga (ESP), José Carrion (PUR), William Kennedy (USA) |
| 2012. augusztus 12. 11:00 (12:00) | Nocioni 7                                | Lepattanó | Kirilenko 8       | Basketball Arena, London Játékvezetők: Juan Arteaga (ESP), José Carrion (PUR), William Kennedy (USA) |
| 2012. augusztus 12. 11:00 (12:00) | Progioni 7                               | Gólpassz  | Sved 7            | Basketball Arena, London Játékvezetők: Juan Arteaga (ESP), José Carrion (PUR), William Kennedy (USA) |

| Csapat          | Helyezés |
| --------------- | -------- |
| Argentína (ARG) | 4.       |

## Lovaglás
Díjugratás
| Versenyző          | Ló              | Versenyszám | Selejtező | Selejtező | Selejtező | Selejtező | Selejtező | Selejtező | Selejtező | Selejtező | Döntő   | Döntő   | Döntő   | Végeredmény | Végeredmény |
| Versenyző          | Ló              | Versenyszám | 1. kör    | 1. kör    | 2. kör    | 2. kör    | 2. kör    | 3. kör    | 3. kör    | 3. kör    | 1. kör  | 1. kör  | 2. kör  | Végeredmény | Végeredmény |
| Versenyző          | Ló              | Versenyszám | Bünt.     | Hely.     | Bünt.     | Össz.     | Hely.     | Bünt.     | Össz.     | Hely.     | Bünt.   | Hely.   | Bünt.   | Bünt.       | Helyezés    |
| ------------------ | --------------- | ----------- | --------- | --------- | --------- | --------- | --------- | --------- | --------- | --------- | ------- | ------- | ------- | ----------- | ----------- |
| José Maria Larocca | Royal Power     | Egyéni      | 4         | 42.       | 4         | 8         | 31.       | 12        | 20        | 38.       | kiesett | kiesett | kiesett | kiesett     | kiesett     |
| Alejandro Madorno  | Milano de Flore | Egyéni      | 9         | 64.       | kiesett   | kiesett   | kiesett   | kiesett   | kiesett   | kiesett   | kiesett | kiesett | kiesett | kiesett     | kiesett     |

## Ökölvívás
Férfi
| Versenyző      | Versenyszám | Selejtező                       | Nyolcaddöntő                     | Negyeddöntő                | Elődöntő          | Döntő             | Helyezés |
| Versenyző      | Versenyszám | Ellenfél Eredmény               | Ellenfél Eredmény                | Ellenfél Eredmény          | Ellenfél Eredmény | Ellenfél Eredmény | Helyezés |
| -------------- | ----------- | ------------------------------- | -------------------------------- | -------------------------- | ----------------- | ----------------- | -------- |
| Alberto Melián | Harmatsúly  | Szergej Vodopjanov (RUS) · 5–12 | kiesett                          | kiesett                    | kiesett           | kiesett           | 17.      |
| Yamil Peralta  | Nehézsúly   |                                 | Chouaib Bouloudinat (ALG) · 13–5 | Tervel Pulev (BUL) · 10–13 | kiesett           | kiesett           | 5.       |

## Röplabda

### Férfi
| Argentin férfi röplabdacsapat-játékoskeret                                                         | Argentin férfi röplabdacsapat-játékoskeret                                                                    |
| -------------------------------------------------------------------------------------------------- | --- |
| - Gabriel Arroyo - Nicolás Bruno - Iván Castellani - Facundo Conte - Pablo Crer - Luciano de Cecco | - Alexis González - Federico Pereyra - Cristian Poglajen - Rodrigo Quiroga - Sebastián Solé - Nicolás Uriarte |

#### Eredmények
Csoportkör
A csoport
|                      |      | Mérkőzések | Mérkőzések | Szettek | Szettek | Szettek | Pontok | Pontok | Pontok |
| Csapat               | Pont | Gy         | V          | Sz+     | Sz–     | SzA     | P+     | P–     | PA     |
| -------------------- | ---- | ---------- | ---------- | ------- | ------- | ------- | ------ | ------ | ------ |
| Bulgária (BUL)       | 12   | 4          | 1          | 13      | 4       | 3,250   | 407    | 390    | 1,044  |
| Lengyelország (POL)  | 9    | 3          | 2          | 11      | 7       | 1,571   | 433    | 374    | 1,158  |
| Argentína (ARG)      | 9    | 3          | 2          | 10      | 7       | 1,429   | 382    | 367    | 1,041  |
| Olaszország (ITA)    | 8    | 3          | 2          | 10      | 9       | 1,111   | 426    | 413    | 1,031  |
| Ausztrália (AUS)     | 7    | 2          | 3          | 8       | 10      | 0,800   | 395    | 397    | 0,995  |
| Nagy-Britannia (GBR) | 0    | 0          | 5          | 0       | 15      | 0,000   | 274    | 376    | 0,729  |

| 2012. július 29. 14:45 (15:45) | Ausztrália (AUS)                  | 0–3 | Argentína (ARG) | Earls Court Exhibition Centre, London Nézőszám: 11 500 Játékvezető: Nasr Shaaban (EGY), Susana Rodriguez (ESP) |
| 2012. július 29. 14:45 (15:45) | (21–25, 22–25, 20–25) Jegyzőkönyv |     |                 | Earls Court Exhibition Centre, London Nézőszám: 11 500 Játékvezető: Nasr Shaaban (EGY), Susana Rodriguez (ESP) |

| 2012. július 31. 14:45 (15:45) | Olaszország (ITA)                        | 3–1 | Argentína (ARG) | Earls Court Exhibition Centre, London Nézőszám: 12 500 Játékvezető: Ibrahim Al-Naama (QAT), Frans Loderus (NED) |
| 2012. július 31. 14:45 (15:45) | (25–17, 21–25, 25–17, 25–23) Jegyzőkönyv |     |                 | Earls Court Exhibition Centre, London Nézőszám: 12 500 Játékvezető: Ibrahim Al-Naama (QAT), Frans Loderus (NED) |

| 2012. augusztus 2. 16:45 (17:45) | Lengyelország (POL)               | 3–0 | Argentína (ARG) | Earls Court Exhibition Centre, London Nézőszám: 13 000 Játékvezető: Georgios Karampetsos (GRE), Ibrahim Al-Naama (QAT) |
| 2012. augusztus 2. 16:45 (17:45) | (25–18, 25–20, 25–16) Jegyzőkönyv |     |                 | Earls Court Exhibition Centre, London Nézőszám: 13 000 Játékvezető: Georgios Karampetsos (GRE), Ibrahim Al-Naama (QAT) |

| 2012. augusztus 4. 20:30 (21:30) | Argentína (ARG)                          | 3–1 | Bulgária (BUL) | Earls Court Exhibition Centre, London Nézőszám: 14 500 Játékvezető: Frans Loderus (NED), Tano Akihiko (JPN) |
| 2012. augusztus 4. 20:30 (21:30) | (25–18, 21–25, 25–19, 25–20) Jegyzőkönyv |     |                | Earls Court Exhibition Centre, London Nézőszám: 14 500 Játékvezető: Frans Loderus (NED), Tano Akihiko (JPN) |

| 2012. augusztus 6. 16:45 (17:45) | Nagy-Britannia (GBR)              | 0–3 | Argentína (ARG) | Earls Court Exhibition Centre, London Nézőszám: 13 750 Játékvezető: Denny Lassi (DOM), Zorica Bjelić (SRB) |
| 2012. augusztus 6. 16:45 (17:45) | (18–25, 18–25, 15–25) Jegyzőkönyv |     |                 | Earls Court Exhibition Centre, London Nézőszám: 13 750 Játékvezető: Denny Lassi (DOM), Zorica Bjelić (SRB) |

Negyeddöntő
| 2012. augusztus 8. 14:00 (15:00) | Argentína (ARG)                   | 0–3 | Brazília (BRA) | Earls Court Exhibition Centre, London Nézőszám: 11 500 Játékvezető: Andrej Zenovics (RUS), Simone Santi (ITA) |
| 2012. augusztus 8. 14:00 (15:00) | (19–25, 17–25, 20–25) Jegyzőkönyv |     |                | Earls Court Exhibition Centre, London Nézőszám: 11 500 Játékvezető: Andrej Zenovics (RUS), Simone Santi (ITA) |

| Csapat          | Helyezés |
| --------------- | -------- |
| Argentína (ARG) | 5.       |

### Strandröplabda

#### Női
| Versenyző              | Csoportkör | Csoportkör | 16 közé jutásért  | Nyolcaddöntő      | Negyeddöntő       | Elődöntő          | Döntő             | Helyezés |
| Versenyző              | Ellenfél Eredmény | Hely.      | Ellenfél Eredmény | Ellenfél Eredmény | Ellenfél Eredmény | Ellenfél Eredmény | Ellenfél Eredmény | Helyezés |
| ---------------------- | --- | ---------- | ----------------- | ----------------- | ----------------- | ----------------- | ----------------- | -------- |
| Ana Gallay María Zonta | D csoport · Egyesült Államok (USA) · Jennifer Kessy · April Ross · 11–21 18–21 · Spanyolország (ESP) · Elsa Baquerizo · Liliana Fernández · 20–22, 16–21 · Hollandia (NED) · Sanne Keizer · Marleen van Iersel · 12–21 16–21 | 4.         | kiesett           | kiesett           | kiesett           | kiesett           | kiesett           | 19.      |

## Sportlövészet
Férfi
| Versenyző           | Versenyszám       | Selejtező | Selejtező | Döntő   | Döntő    |
| Versenyző           | Versenyszám       | Pont      | Helyezés  | Pont    | Helyezés |
| ------------------- | ----------------- | --------- | --------- | ------- | -------- |
| Alex Suligoy        | Sportpuska, fekvő | 593       | 20.       | kiesett | kiesett  |
| Juan Diego Angeloni | Sportpuska, fekvő | 580       | 50.       | kiesett | kiesett  |

## Szinkronúszás
| Versenyző                  | Versenyszám | Technikai gyakorlat | Technikai gyakorlat | Selejtező        | Selejtező        | Selejtező  | Selejtező  | Döntő            | Döntő            | Döntő      | Döntő      | Helyezés |
| Versenyző                  | Versenyszám | Technikai gyakorlat | Technikai gyakorlat | Szabad gyakorlat | Szabad gyakorlat | Összesítés | Összesítés | Szabad gyakorlat | Szabad gyakorlat | Összesítés | Összesítés | Helyezés |
| Versenyző                  | Versenyszám | Pont                | Hely.               | Pont             | Hely.            | Pont       | Hely.      | Pont             | Hely.            | Pont       | Hely.      | Helyezés |
| -------------------------- | ----------- | ------------------- | ------------------- | ---------------- | ---------------- | ---------- | ---------- | ---------------- | ---------------- | ---------- | ---------- | -------- |
| Etel Sánchez Sofia Sánchez | Páros       | 78,900              | 22.                 | 78,410           | 22.              | 157,310    | 22.        | kiesett          | kiesett          | kiesett    | kiesett    | 22.      |

## Taekwondo
Férfi
| Versenyző            | Versenyszám | Nyolcaddöntő             | Negyeddöntő                    | Elődöntő                   | Vigaszág elődöntő | Bronz- mérkőzés   | Döntő                      | Helyezés |
| Versenyző            | Versenyszám | Ellenfél Eredmény        | Ellenfél Eredmény              | Ellenfél Eredmény          | Ellenfél Eredmény | Ellenfél Eredmény | Ellenfél Eredmény          | Helyezés |
| -------------------- | ----------- | ------------------------ | ------------------------------ | -------------------------- | ----------------- | ----------------- | -------------------------- | -------- |
| Sebastián Crismanich | Váltósúly   | Vaughn Scott (NZL) · 9–5 | Nesar Ahmad Bahave (AFG) · 9–1 | Arman Jeremjan (ARM) · 2–1 |                   |                   | Nicolás García (ESP) · 1–0 |          |

Női
| Versenyző    | Versenyszám | Nyolcaddöntő                      | Negyeddöntő                   | Elődöntő          | Vigaszág elődöntő | Bronz- mérkőzés   | Döntő             | Helyezés |
| Versenyző    | Versenyszám | Ellenfél Eredmény                 | Ellenfél Eredmény             | Ellenfél Eredmény | Ellenfél Eredmény | Ellenfél Eredmény | Ellenfél Eredmény | Helyezés |
| ------------ | ----------- | --------------------------------- | ----------------------------- | ----------------- | ----------------- | ----------------- | ----------------- | -------- |
| Carola López | Légsúly     | Sanaa Atabrour (MAR) · 1–0 (h.h.) | Lucija Zaninović (CRO) · 4–13 | kiesett           |                   |                   |                   | 9.       |

## Tenisz
Férfi
| Versenyző                        | Versenyszám | 64-es főtábla                              | 32-es főtábla                                        | Nyolcaddöntő                       | Negyeddöntő                        | Elődöntő                                   | Bronz- mérkőzés                | Döntő             | Helyezés |
| Versenyző                        | Versenyszám | Ellenfél Eredmény                          | Ellenfél Eredmény                                    | Ellenfél Eredmény                  | Ellenfél Eredmény                  | Ellenfél Eredmény                          | Ellenfél Eredmény              | Ellenfél Eredmény | Helyezés |
| -------------------------------- | ----------- | ------------------------------------------ | ---------------------------------------------------- | ---------------------------------- | ---------------------------------- | ------------------------------------------ | ------------------------------ | ----------------- | -------- |
| Juan Martín del Potro            | Egyes       | Ivan Dodig (CRO) · 6–4, 6–1                | Andreas Seppi (ITA) · 6–3, 7–6(7–2)                  | Gilles Simon (FRA) · 6–1, 4–6, 6–3 | Nisikori Kei (JPN) · 6–4, 7–6(7–4) | Roger Federer (SUI) · 6–4, 6–7(5–7), 17–19 | Novak Đoković (SRB) · 7–5, 6–4 |                   |          |
| Juan Mónaco                      | Egyes       | David Goffin (BEL) · 6–4, 6–1              | Feliciano López (ESP) · 6–4, 6–4                     | kiesett                            | kiesett                            | kiesett                                    | kiesett                        | kiesett           | 17.      |
| Carlos Berlocq                   | Egyes       | Alekszandr Bogomolov (RUS) · 5–7, 6–7(5–7) | kiesett                                              | kiesett                            | kiesett                            | kiesett                                    | kiesett                        | kiesett           | 33.      |
| David Nalbandian                 | Egyes       | Janko Tipsarević (SRB) · 3–6, 4–6          | kiesett                                              | kiesett                            | kiesett                            | kiesett                                    | kiesett                        | kiesett           | 33.      |
| David Nalbandian Eduardo Schwank | Páros       |                                            | Michaël Llodra · Jo-Wilfried Tsonga (FRA) · 3–6, 5–7 | kiesett                            | kiesett                            | kiesett                                    | kiesett                        | kiesett           | 17.      |

Női
| Versenyző                 | Versenyszám | 32-es főtábla                               | Nyolcaddöntő      | Negyeddöntő       | Elődöntő          | Bronz- mérkőzés   | Döntő             | Helyezés |
| Versenyző                 | Versenyszám | Ellenfél Eredmény                           | Ellenfél Eredmény | Ellenfél Eredmény | Ellenfél Eredmény | Ellenfél Eredmény | Ellenfél Eredmény | Helyezés |
| ------------------------- | ----------- | ------------------------------------------- | ----------------- | ----------------- | ----------------- | ----------------- | ----------------- | -------- |
| Gisela Dulko Paola Suárez | Páros       | Kína (CHN) · Li Na · Zhang Shuai · 4–6, 2–6 | kiesett           | kiesett           | kiesett           | kiesett           | kiesett           | 17.      |

Vegyes
| Versenyző                          | Versenyszám | Nyolcaddöntő                                                     | Negyeddöntő                                                   | Elődöntő          | Bronz- mérkőzés   | Döntő             | Helyezés |
| Versenyző                          | Versenyszám | Ellenfél Eredmény                                                | Ellenfél Eredmény                                             | Ellenfél Eredmény | Ellenfél Eredmény | Ellenfél Eredmény | Helyezés |
| ---------------------------------- | ----------- | ---------------------------------------------------------------- | ------------------------------------------------------------- | ----------------- | ----------------- | ----------------- | -------- |
| Juan Martín del Potro Gisela Dulko | Páros       | Oroszország (RUS) · Jelena Vesznyina · Mihail Juzsnij · 6–3, 7–5 | Egyesült Államok (USA) · Lisa Raymond · Mike Bryan · 2–6, 5–7 | kiesett           | kiesett           | kiesett           | 5.       |

## Torna
Férfi
| Versenyző         | Versenyszám | Selejtező | Selejtező | Döntő    | Döntő    |
| Versenyző         | Versenyszám | Pontszám  | Helyezés  | Pontszám | Helyezés |
| ----------------- | ----------- | --------- | --------- | -------- | -------- |
| Federico Molinari | Talaj       | 13,433    | 62.       | kiesett  | kiesett  |
| Federico Molinari | Gyűrű       | 15,333    | 7.        | 14,733   | 8.       |

Női
| Versenyző       | Versenyszám      | Selejtező | Selejtező | Döntő    | Döntő    |
| Versenyző       | Versenyszám      | Pontszám  | Helyezés  | Pontszám | Helyezés |
| --------------- | ---------------- | --------- | --------- | -------- | -------- |
| Valeria Pereyra | Talaj            | 12,600    | 67.       | kiesett  | kiesett  |
| Valeria Pereyra | Felemás korlát   | 13,266    | 45.*      | kiesett  | kiesett  |
| Valeria Pereyra | Gerenda          | 10,566    | 81.       | kiesett  | kiesett  |
| Valeria Pereyra | Egyéni összetett | 49,798    | 51.       | kiesett  | kiesett  |

* - egy másik versenyzővel azonos eredményt ért el

## Triatlon
| Versenyző         | Versenyszám | 1,5 km úszás | Depózás 1 | 40 km kerékpározás | Depózás 2 | 10 km futás | Összesítés | Összesítés |
| Versenyző         | Versenyszám | Idő          | Idő       | Idő                | Idő       | Idő         | Idő        | Helyezés   |
| ----------------- | ----------- | ------------ | --------- | ------------------ | --------- | ----------- | ---------- | ---------- |
| Gonzalo Tellechea | Férfi       | 18:59        | 0:38      | 58:48              | 0:31      | 32:11       | 1:51:07    | 38.        |

## Úszás
Férfi
| Versenyző           | Versenyszám  | Előfutam | Előfutam | Előfutam | Elődöntő | Elődöntő | Elődöntő | Döntő   | Döntő    |
| Versenyző           | Versenyszám  | Idő      | Hely.    | Össz.    | Idő      | Hely.    | Össz.    | Idő     | Helyezés |
| ------------------- | ------------ | -------- | -------- | -------- | -------- | -------- | -------- | ------- | -------- |
| Federico Grabich    | 50 m gyors   | 23,30    | 8.       | 35.      | kiesett  | kiesett  | kiesett  | kiesett | kiesett  |
| Federico Grabich    | 100 m hát    | 56,56    | 8.       | 41.      | kiesett  | kiesett  | kiesett  | kiesett | kiesett  |
| Juan Martín Pereyra | 400 m gyors  | 3:56,76  | 8.       | 24.      |          |          |          | kiesett | kiesett  |
| Juan Martín Pereyra | 1500 m gyors | 15:36,72 | 8.       | 29.      |          |          |          | kiesett | kiesett  |

Női
| Versenyző        | Versenyszám      | Előfutam | Előfutam | Előfutam | Döntő     | Döntő    |
| Versenyző        | Versenyszám      | Idő      | Hely.    | Össz.    | Idő       | Helyezés |
| ---------------- | ---------------- | -------- | -------- | -------- | --------- | -------- |
| Cecilia Biagioli | 800 m gyors      | 8:33,97  | 6.       | 16.      | kiesett   | kiesett  |
| Cecilia Biagioli | 10 km nyílt vízi |          |          |          | 2:01:02,2 | 17.      |
| Georgina Bardach | 400 m vegyes     | 4:57,31  | 8.       | 34.      | kiesett   | kiesett  |

## Vitorlázás
Férfi
| Versenyző                         | Versenyszám     | Futam | Futam | Futam | Futam | Futam | Futam | Futam | Futam | Futam | Futam | Futam   | Pontszám | Helyezés |
| Versenyző                         | Versenyszám     | 1     | 2     | 3     | 4     | 5     | 6     | 7     | 8     | 9     | 10    | É       | Pontszám | Helyezés |
| --------------------------------- | --------------- | ----- | ----- | ----- | ----- | ----- | ----- | ----- | ----- | ----- | ----- | ------- | -------- | -------- |
| Mariano Reutemann                 | Szörfvitorlázás | 16    | 15    | 15    | 13    | 12    | 19    | 5     | (20)  | 14    | 7     | kiesett | 116      | 11.      |
| Julio Alsogaray                   | Laser           | 20    | 7     | 5     | 11    | 12    | 23    | 1     | (50)  | 26    | 7     | kiesett | 112      | 11.      |
| Lucas Calabrese Juan de la Fuente | 470-es osztály  | 5     | (24)  | 3     | 9     | 17    | 8     | 2     | 2     | 5     | 6     | 3       | 63       |          |

Női
| Versenyző                              | Versenyszám     | Futam | Futam | Futam | Futam | Futam | Futam | Futam | Futam | Futam | Futam | Futam   | Pontszám | Helyezés |
| Versenyző                              | Versenyszám     | 1     | 2     | 3     | 4     | 5     | 6     | 7     | 8     | 9     | 10    | É       | Pontszám | Helyezés |
| -------------------------------------- | --------------- | ----- | ----- | ----- | ----- | ----- | ----- | ----- | ----- | ----- | ----- | ------- | -------- | -------- |
| Jazmín López Becker                    | Szörfvitorlázás | 20    | 19    | 20    | 24    | 21    | 19    | (25)  | 17    | 25    | 25    | kiesett | 190      | 23.      |
| Cecilia Carranza Saroli                | Laser radial    | 9     | 28    | 13    | 28    | 10    | 30    | 12    | (35)  | 20    | 35    | kiesett | 185      | 21.      |
| Consuelo Monsegur María Fernanda Sesto | 470-es osztály  | 16    | (19)  | 19    | 3     | 5     | 12    | 14    | 12    | 15    | 3     | kiesett | 98       | 13.      |

## Vívás
Női
| Versenyző     | Versenyszám  | Selejtező         | 32-es főtábla                | Nyolcaddöntő      | Negyeddöntő       | Elődöntő          | Bronz- mérkőzés   | Döntő             | Helyezés |
| Versenyző     | Versenyszám  | Ellenfél Eredmény | Ellenfél Eredmény            | Ellenfél Eredmény | Ellenfél Eredmény | Ellenfél Eredmény | Ellenfél Eredmény | Ellenfél Eredmény | Helyezés |
| ------------- | ------------ | ----------------- | ---------------------------- | ----------------- | ----------------- | ----------------- | ----------------- | ----------------- | -------- |
| Pérez Maurice | Kard, egyéni |                   | Gioia Marzocca (ITA) · 10–15 | kiesett           | kiesett           | kiesett           | kiesett           | kiesett           | 17.      |